# Otto Joachim von Moltke

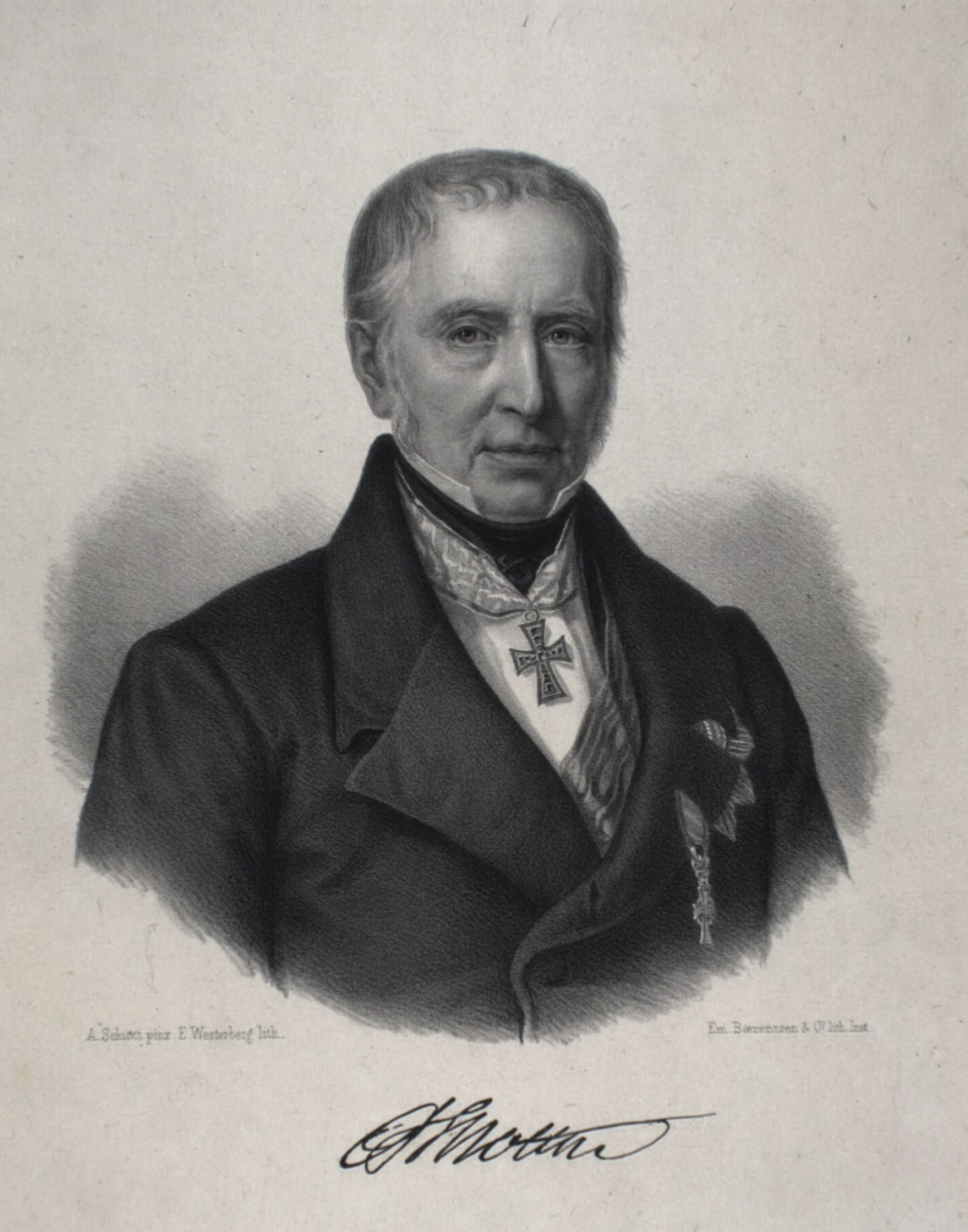
Otto Joachim Moltke

Otto Joachim Graf von Moltke (* 11. Juni 1770 in Kopenhagen; † 1. Februar 1853 in Espe, Sjælland) war ein dänischer Adliger und Staatsmann.

## Leben
Otto Joachim von Moltke war einer der Söhne des Grafen Adam Gottlob von Moltke zu Bregentved und seiner Frau Sophie von Moltke, geboren von Raben (Sophie Hedevig Raben, 1732–1802), einer Tochter des Geheimen Rats Christian Frederik Raben. Graf Friedrich Ludwig von Moltke (1745–1824), der letzte Domdechant des Hochstifts Lübeck war sein weit älterer Halbbruder aus der ersten Ehe seines Vaters. Bereits als Kind wurde er 1776 Domherr des überwiegend protestantischen Lübecker Domkapitels, als sein Bruder Gebhard Graf von Moltke (* 1764) auf seine erst 1775 erworbene Präbende zu seinen Gunsten verzichtete. Nach Beendigung seines Studiums der Rechtswissenschaften 1788 ging er nach Frankreich, wo er den Ausbruch der Französischen Revolution erlebte. Er trat in den dänisch-norwegischen Verwaltungsdienst ein und wurde 1798 Amtmann im norwegischen Amt Bratsberg (heute Provinz Telemark). 1800 wurde er Stiftsamtmann in Kristiansand und Amtmann im Amt Nedenes (heute Aust-Agder).
1804 kehrte er nach Dänemark zurück und wurde Direktor der dänischen Rentkammer bis 1813. Danach wurde er Präsident der schleswig-holsteinisch-lauenburgischen Kanzlei in Kopenhagen. Aus dieser Schlüsselposition heraus stieg er 1824 zum dänischen Geheimen Staatsminister auf und blieb bis 1842 Regierungschef Dänemarks (Ministerpräsident).

## Auszeichnungen
- Königlich dänischer Kammerherr (1800)
- Kommandeur des Dannebrogordens (1810)
- Ritter des Elefanten-Ordens (1826)